# The Music Machine
The Music Machine fue una banda de rock estadounidense originaria de Los Ángeles, California, formada en 1966 por el cantante y compositor Sean Bonniwell. A pesar de su corta trayectoria y de no haber contado con reconocimiento comercial, la banda es considerada por la crítica musical como uno de los actos más representativos e innovadores de la década de los sesenta, y una de las bases de lo que hoy se conoce como proto punk.

## Discografía

### Estudio
- (Turn On) The Music Machine (1966)
- The Bonniwell Music Machine (1968)

### EP
- Talk Talk (1967)

### Compilados
- The Best of the Music Machine (1984)
- The Music Machine (1994)
- Beyond the Garage (1995)
- Rock 'N' Roll Hits (1997)
- Turn On: The Best of the Music Machine (1999)
- Ignition (2000)
- The Ultimate Turn On (2006)
- Rarities, Vol. 1: Last Singles & Demos (2014)
- Rarities, Vol. 2: Early Mixes & Rehearsals (2014)
- Re-Ignition (2015)